# Kasztany miłości
Kasztany miłości (wł. Le castagne sono buone) – włoska komedia romantyczna z 1970 roku w reżyserii Pietro Germiego.

## Obsada
- Gianni Morandi jako Luigi Vivarelli
- Stefania Casini jako Carla Lotito
- Nicoletta Machiavelli jako Teresa Lotito
- Patricia Allison jako Lisa Lotito
- Giuseppe Rinaldi jako lekarz
- Franco Fabrizi jako Bernardo Bembarbì
- Milla Sannoner jako Maria Luisa
- Gigi Reder jako prezenter telewizyjny
- Stephan Zacharias jako Don Raffaele

## Produkcja
Zdjęcia kręcono w Cetarze (prowincja Salerno), a także w Rzymie i prowincji Rzym (Castel San Pietro Romano, Cerveteri, Sperlonga).